# کوره آجرپزی خسروشاه
کوره آجرپزی خسروشاه مربوط به دوره قاجار است و در شهرستان تبریز، بخش خسروشاه، شهر خسروشاه، کوره آجرپزی واقع شده و این اثر در تاریخ ۲۸ اسفند ۱۳۸۵ با شمارهٔ ثبت ۱۸۹۱۸ به‌عنوان یکی از آثار ملی ایران به ثبت رسیده‌است.